# فالكينيدي دا سيلفا
فالكينيدي دا سيلفا (13 يونيو 1993 بالبرازيل - ) هو لاعب كرة قدم برازيلي في مركز الوسط. لعب مع نادي باسوش دي فيريرا وSport Club Santa Rita ‏.

## روابط خارجية
- فالكينيدي دا سيلفا على موقع قاعدة بيانات كرة القدم.إي يو (الإنجليزية)
- فالكينيدي دا سيلفا على موقع Soccerway.com (الإنجليزية)
- فالكينيدي دا سيلفا على موقع AS.com (الإسبانية)